# Riß
Riß er en ca. 50 km lang biflod til Donau i delstaten Baden-Württemberg i det Sydvesttyskland. Den har sit udspring i det øvre Schwaben mellem Bad Waldsee og Bad Schussenried. Floden løber mod nord gennem  Biberach an der Riß. Riß munder  ud i Donau mellem Ehingen og Erbach omkring 20 km fra Ulm. Der er en højdeforskel fra udspring til munding på  102 m.
Riß har givet navn til en istidsperiode Rißistiden der var samtidig med Saale-istiden.